# Камідзі
Острів Камі́дзі (яп. 上地島, Канті) — невеликий острів, один з островів Араґусуку, в острівній групі Яеяма островів Сакісіма архіпелагу Рюкю. Адміністративно відноситься до округу Такетомі повіту Яеяма префектури Окінава, Японія.
Острів розташований на південний схід від острова Іріомоте та на захід від Куросіма.
Площа становить 1,55 км², висота 12 м.
На острові є невелике селище Уедзі.